# Portamento
Portamento (plural: portamenti, literalmente "carregou") é uma expressão musical originada principalmente do italiano que denota um deslize vocal entre os dois arremessos e sua emulação de instrumentos como o violino, e é por vezes utilizado alternadamente com antecipação. Também é aplicado a um tipo de glissando, bem como para as funções de sintetizadores "slide" ou "bend". (ver Glissando artigo principal).